# فالنتين تورشين
كان فالنتين تورشين (14 فبراير 1931 في بودولسك - 7 أبريل 2010 في أوكلاند، نيوجيرسي) عالم الفيزياء السوفياتي وأمريكي. طور لغة برمجة ريفال، ونظرية التحولات في نظام الميتاس وفكرة التجميع الفائق. لقد كان رائدًا في الذكاء الاصطناعي ومؤيدًا لفرضية الدماغ العالمية.